# Сбродовка (Саратовская область)
Сбродовка — деревня в Саратовском районе Саратовской области России. С апреля 2021 года входит в состав городского округа Саратова.

## Физико-географическая характеристика
Деревня расположена в юго-западной части Саратовского района, вблизи к селу Поповка, на берегу реки Латрык. Расстояние до административного центра села Рыбушка — 33 км, до областного центра составляет 30 км. С областным центром Сбродовка связана автодорогой с твёрдым покрытием. Налажено автобусное сообщение.

### Уличная сеть
В деревне две улицы: Садовая и Советская.

### Климат
Климат в деревне умеренно холодный. Наблюдается большое количество осадков, даже в самый засушливый месяц (согласно классификации климатов Кёппена — Dfa). Среднегодовая температура в Сбродовке — 5,6 °C. Среднегодовая норма осадков — 432 мм. Наименьшее количество осадков выпадает в марте и составляет 22 мм. Наибольшее количество осадков выпадает в июле, в среднем 47 мм.
| Показатель                            | Янв. | Фев.  | Март | Апр. | Май  | Июнь | Июль | Авг. | Сен. | Окт. | Нояб. | Дек. | Год |
| ------------------------------------- | ---- | ----- | ---- | ---- | ---- | ---- | ---- | ---- | ---- | ---- | ----- | ---- | --- |
| Средняя температура, °C               | −11  | −10,5 | −4,5 | 7,4  | 15,2 | 19,6 | 21,4 | 19,9 | 13,8 | 5,8  | −2    | −7,3 | 5,6 |
| Норма осадков, мм                     | 35   | 23    | 22   | 27   | 38   | 46   | 47   | 45   | 41   | 34   | 40    | 34   | 432 |
| Источник: Сбродовка (норма 1982-2012) |      |       |      |      |      |      |      |      |      |      |       |      |     |

## История
Деревня появилась на левом берегу реки Латрык в начале XX века (по некоторым данным, в 1899 году), являлась хутором на вненадельной земле, арендованной у Саратова. К 1911 году здесь насчитывалось 24 двора, проживали 118 мужчин и 100 женщин. Населённый пункт относился к Поповской волости Саратовского уезда. Православное население пользовалось и относилось к приходу Покровского храма волостного центра, находившегося в 2-3 километрах.
В послереволюционные годы деревня находилась в составе Сбродовского сельсовета попеременно в Поповскую, Сосновскую и Рыбушанскую волости, а с мая 1924 года — в составе Поповского сельсовета в Поповскую волость. Водяная мельница была сооружена здесь в 1923 году.
На август 1941 года здесь насчитывался 41 двор. В поздний советский период в Сбродовке размещалась центральная усадьба плодосовхоза «Поповский». В 1987 году численность населения составляла 120 человек.

## Население
| 2002 | 2010 |
| ---- | ---- |
| 120  | ↗151 |

В селе проживает:
| Численность по годам | Численность (чел.) | Количество домовладений |
| -------------------- | ------------------ | ----------------------- |
| 2016 год             | 119                | 50                      |
| 2017 год             | 126                | 50                      |
| 2018 год             | 271                | 50                      |
| 2019 год             | 271                | 48                      |

## Известные уроженцы, жители
- В 1943—1947 годах в колхозе села Сбродовка работал Лямкин, Фёдор Иванович, лауреат Государственной премии СССР за выдающиеся достижения в труде.

## Транспорт
В Сбродовку можно добраться на маршруте общественного транспорта 291 со Стадиона «Волга», ежедневно организовано до трёх рейсов.

## Фотогалерея
- Виды деревни
- Дорога в деревню
- Жилые дома
- Улица Садовая
- Окрестный пейзаж